# Badfinger
Badfinger je bila britanska glazbena skupina čiju su izvornu postavu činili Pete Ham, Mike Gibbins, Tom Evans i Joey Molland. 

## Povijest
Nastali su od sastava iz Swansea koji se zvao The Iveys. The Iveys su 1961. godine osnovali Ham, Ron Griffiths i David "Dai" Jenkins. Potpisali su 1968. ugovor s Appleom, izdavačkom kućom koju su osnovali Beatlesi. 1969. godine Griffiths je otišao iz The Iveysa, a umjesto njega došao je Molland. The Iveys su tad promijenili ime u Badfinger.
Badfinger je od 1970. do 1972. imao četiri uzastopna svjetska hita: "Come and Get It" (napisao i producirao Paul McCartney), "No Matter What", "Day After Day" (producirao George Harrison) i "Baby Blue". 2013. se pjesma Baby Blue vratila na top ljestvice. Na Billboardovoj ljestvici najpopularnijih 100 rock pjesama "Hot Rock Songs" došla je do broja 14. Pjesma je postigla ponovnu popularnost jer je bila u završnoj epizodi popularne televizijske serije Na putu prema dolje. Pjesma "Without You" često je doživjela nove obrade, uključujući i onu kad je bila broj 1 na Billboardu u izvedbi Harryja Nilssona.
1970. je godine Badfinger uposlio američkog poslovnjaka Stana Polleya radi vođenja komercijalnih poslova. Tijekom pet godina što su uslijedile snimili su nekoliko albuma za Apple. Naširoko su držali turneje. Raspad njihove diskografske kuće Apple Records i kaos koji je uslijedio upleo je i njih. Badfingeri su potpisali za Warner Bros., ali Polleyeve financijske spletke za ishod su imale da je Warner podigao tužbu zbog novca koji nije bio na jamstvenom računu. Za posljedicu je to imalo da je Warner 1974. povukao s tržišta Badfingerov album Wish You Were Here samo sedam tjedana nakon što je objavljen. Time je Badfingeru prihod bio sasječen. Nevolje nisu prestale. 24. travnja 1975. tri dana prije svoga 28. rođendana,Pete Ham počinjava samoubojstvo u svojoj garaži.
Preostali članovi Badfingera pokušavali su pribrati osobne živote i poslovni život boreći se sa sudskim tužbama. Albumi Airwaves (1978.) i Say No More (1981.) nemoćno su se batrgali na tržištu, kao što su Molland i Evans bili u stalnom batrganju između suradnje i borbe za oživljavanje i kapitaliziranje naslijeđa Badfingera. Tom Evans nije se nikad nije oporavio od šoka kad je vidio tijelo mrtvog prijatelja Petea Hama. "
Badfinger se opet okupio. 1977. bubnjar iz SAD Kenny Harck i gitarist Joe Tansin mobilizirali su Mollanda da pokrenu novi sastav. . Kad im je zatrebao basist, Molland je predložio Evansa, koji se pridružio nakon posjete Kaliforniji 1978. Izdavačka kuća Elektra ohrabrila ih je da novi sastav nazovu Badfinger.
U noći 18. studenoga 1983., Evans i Molland žučno su se telefonski posvađali u svezi s Badfingerovim prihodom koji je bio na jamstvenom računu još iz vremena Applea, i o tekstopisačkim tantijemama za "Without You" koje je primao Evans, dok su Molland, bivši menadžer Collins i Gibbins htjeli svoj dio. Nakon ove svađe i Evans je počinio samoubojstvo. Tijelo mu je kremirano u Surreyu u krematoriju Woking 25. studenoga 1983.
1984. godine Molland, Gibbins i Jackson ponovo su se okupili kao Badfinger, zajedno s Alom Wodtkeom i Randyjem Andersonom, svirajući na turneji 20. obljetnice britanskog rock'n'rolla, na kojoj su sudjelovali i Gerry and the Pacemakers, The Troggs, Billy J. Kramer i Herman's Hermits. 1986. Molland i Gibbins nastavili su sporadično održavati turneje kao Badfinger, sve dok nije zauvijek otišao kolovoza 1989. godine.

## Diskografija

### Studijski albumi
Pod imenom The Iveys:
| God.  | Album          | US Top 200 |
| ----- | -------------- | ---------- |
| 1969. | Maybe Tomorrow | –          |

Pod imenom Badfinger:
| God.  | Album                 | US Top 200 |
| ----- | --------------------- | ---------- |
| 1970. | Magic Christian Music | 55         |
| 1970. | No Dice               | 28         |
| 1971. | Straight Up           | 31         |
| 1973. | Ass                   | 122        |
| 1974  | Badfinger             | 161        |
| 1974  | Wish You Were Here    | 148        |
| 1979. | Airwaves              | 125        |
| 1981. | Say No More           | 155        |
| 2000. | Head First            | –          |

### Kompilacije i albumi uživo
| God. izdanja | Naslov                                                                                        |
| ------------ | --------------------------------------------------------------------------------------------- |
| 1989.        | Shine On (samo UK)                                                                            |
| 1990.        | The Best of Badfinger, Vol. 2                                                                 |
| 1990.        | Day After Day: Live                                                                           |
| 1995.        | Come and Get It: The Best of Badfinger                                                        |
| 1997.        | BBC in Concert 1972–1973                                                                      |
| 2000.        | The Very Best of Badfinger                                                                    |
| 2002.        | Live 83 – DBA-BFR                                                                             |
| 2010.        | Magic Christian Music; No Dice; Straight Up; Ass (remastered albums on CD, with bonus tracks) |
| 2010.        | Apple Records Extra: Badfinger                                                                |
| 2013.        | Timeless...The Musical Legacy                                                                 |

### Singlovi
| God.  | Pjesma                       | CAN | US Hot 100 | US CB Top 100 | UK Singles | Album                 |
| ----- | ---------------------------- | --- | ---------- | ------------- | ---------- | --------------------- |
| 1969. | "Maybe Tomorrow"             | –   | 67         | 51            | –          | Maybe Tomorrow        |
| 1969. | "Come & Get It"              | 4   | 7          | 6             | 4          | Magic Christian Music |
| 1970. | "No Matter What"             | 7   | 8          | 6             | 5          | No Dice               |
| 1971. | "Day After Day"              | 2   | 4          | 3             | 10         | Straight Up           |
| 1972. | "Baby Blue"                  | 7   | 14         | 9             | 73         | Straight Up           |
| 1973. | "Apple of My Eye"            | –   | 102        | 88            | –          | Ass                   |
| 1974. | "Love Is Easy"               | –   | –          | -             | –          | Badfinger             |
| 1974. | "I Miss You"                 | –   | –          | -             | –          | Badfinger             |
| 1979. | "Lost Inside Your Love"      | –   | –          | -             | –          | Airwaves              |
| 1979. | "Love Is Gonna Come at Last" | –   | 69         | 79            | –          | Airwaves              |
| 1981. | "Hold On"                    | –   | 56         | 67            | –          | Say No More           |
| 1981. | "I Got You"                  | –   | -          | -             | –          | Say No More           |
| 1981. | "Because I Love You"         | –   | -          | -             | –          | Say No More           |

## Vanjske poveznice
- Knjiga o Badfingeru
- Knjižnica o Badfingeru
- Badfinger-Iveys
- Stranice Joeyja Mollanda o Badfingeru
- Badfingerlinks.com